# Saint-Sixte (Loira)
Saint-Sixte és un municipi francès situat al departament del Loira i a la regió d'Alvèrnia-Roine-Alps. L'any 2007 tenia 678 habitants.

## Demografia

### Població
El 2007 la població de fet de Saint-Sixte era de 678 persones. Hi havia 263 famílies de les quals 70 eren unipersonals (31 homes vivint sols i 39 dones vivint soles), 83 parelles sense fills, 102 parelles amb fills i 8 famílies monoparentals amb fills.
La població ha evolucionat segons el següent gràfic:
Habitants censats

### Habitatges
El 2007 hi havia 331 habitatges, 269 eren l'habitatge principal de la família, 42 eren segones residències i 19 estaven desocupats. 322 eren cases i 6 eren apartaments. Dels 269 habitatges principals, 239 estaven ocupats pels seus propietaris, 28 estaven llogats i ocupats pels llogaters i 2 estaven cedits a títol gratuït; 2 tenien una cambra, 5 en tenien dues, 32 en tenien tres, 98 en tenien quatre i 132 en tenien cinc o més. 177 habitatges disposaven pel capbaix d'una plaça de pàrquing. A 109 habitatges hi havia un automòbil i a 128 n'hi havia dos o més.

### Piràmide de població
La piràmide de població per edats i sexe el 2009 era:
| Homes | Edats   | Dones |
| ----- | ------- | ----- |
| 0     | 95 o +  | 4     |
| 0     | 90 a 94 | 0     |
| 0     | 85 a 89 | 12    |
| 4     | 80 a 84 | 4     |
| 12    | 75 a 79 | 8     |
| 20    | 70 a 74 | 32    |
| 16    | 65 a 69 | 20    |
| 12    | 60 a 64 | 16    |
| 12    | 55 a 59 | 20    |
| 28    | 50 a 54 | 28    |
| 4     | 45 a 49 | 12    |
| 16    | 40 a 44 | 12    |
| 28    | 35 a 39 | 20    |
| 36    | 30 a 34 | 12    |
| 16    | 25 a 29 | 36    |
| 20    | 20 a 24 | 4     |
| 20    | 15 a 19 | 0     |
| 16    | 10 a 14 | 28    |
| 36    | 5 a 9   | 8     |
| 12    | 0 a 4   | 4     |

## Economia
El 2007 la població en edat de treballar era de 449 persones, 316 eren actives i 133 eren inactives. De les 316 persones actives 295 estaven ocupades (165 homes i 130 dones) i 22 estaven aturades (9 homes i 13 dones). De les 133 persones inactives 53 estaven jubilades, 52 estaven estudiant i 28 estaven classificades com a «altres inactius».

### Ingressos
El 2009 a Saint-Sixte hi havia 278 unitats fiscals que integraven 697 persones, la mediana anual d'ingressos fiscals per persona era de 15.891 €.

### Activitats econòmiques
Dels 23 establiments que hi havia el 2007, 1 era d'una empresa extractiva, 3 d'empreses de fabricació d'altres productes industrials, 10 d'empreses de construcció, 3 d'empreses de comerç i reparació d'automòbils, 1 d'una empresa d'hostatgeria i restauració, 2 d'empreses immobiliàries, 2 d'empreses de serveis i 1 d'una empresa classificada com a «altres activitats de serveis».
Dels 11 establiments de servei als particulars que hi havia el 2009, 1 era un taller de reparació d'automòbils i de material agrícola, 3 paletes, 2 guixaires pintors, 2 fusteries, 2 lampisteries i 1 agència immobiliària.
L'any 2000 a Saint-Sixte hi havia 23 explotacions agrícoles que ocupaven un total de 960 hectàrees.

## Equipaments sanitaris i escolars
El 2009 hi havia una escola maternal integrada dins d'un grup escolar amb les comunes properes formant una escola dispersa.

## Poblacions més properes
El següent diagrama mostra les poblacions més properes.